# Bahamas nos Jogos Pan-Americanos de 1999
As Bahamas competiu nos Jogos Pan-Americanos de 1999, em Winnipeg, no Canadá.

## Medalhas

### Ouro
Atletismo
- 100 metros feminino: Chandra Sturrup
- 200 metros feminino: Debbie Ferguson

### Bronze
Atletismo
- Lançamento de dardo feminino: Laverne Eve